# Lonchaeoidea
Super-famille
Les Lonchaeoidea sont une super-famille d'insectes diptères brachycères muscomorphes.

## Classification
- famille des Lonchaeidae
  - sous-famille des Dasiopinae
    - Dasiops

  - sous-famille des Lonchaeinae
    - Chaetolonchaea
    - Earomyia
    - Lamprolonchaea
    - Lonchaea
    - Neosilba
    - Protearomyia
    - Setisquamalonchaea
    - Silba
- famille des Cryptochetidae
  - Cryptochetum
  - Librella